# Чемпионат Европы по шоссейному велоспорту 2017 — индивидуальная гонка (мужчины до 23 лет)

Индивидуальная гонка среди мужчин до 23 лет на Чемпионате Европы по шоссейному велоспорту прошла 3 августа 2017 года.  Дистанция составила 31,5 км. Для участия в гонке были заявлены 52 спортсмена. На старт вышли и финишировали 51 участник.
Чемпионом Европы  стал датский спортсмен Каспер Асгрин, показавший время 37'33". На втором месте его соотечественник  Миккель Бьерг (+ 01"), на третьем -  велогонщик из Франции Корентан Эрменоль (+ 22").

### Итоговая классификация
| Место | Участник          | Страна      | Время    |
| ----- | ----------------- | ----------- | -------- |
| 1 -   | Каспер Асгрин     | (Дания)     | 37'33"   |
| 2 -   | Миккель Бьерг     | (Дания)     | + 01"    |
| 3 -   | Корентан Эрменоль | (Франция)   | + 22"    |
| 4     | Эдоардо Аффини    | (Италия)    | + 32"    |
| 5     | Дмитрий Страхов   | (Россия)    | + 1' 28" |
| 6     | Патрик Гампер     | (Австрия)   | + 1' 30" |
| 7     | Маркус Фрайбергер | (Австрия)   | + 1' 37" |
| 8     | Марк Хирши        | (Швейцария) | + 1' 38" |
| 9     | Алексис Брюнель   | (Франция)   | + 1' 44" |
| 10    | Сенне Лейсен      | (Бельгия)   | + 1' 45" |
|       |                   |             |          |
| 36    | Петр Рикунов      | (Россия)    | + 3' 32" |